# MÁV 299
A Gyulavidéki HÉV III, később MÁV 299.001 pályaszámú mozdony egy B tengelyelrendezésű keskenynyomközű szertartályos gőzmozdony volt a Gyulavidéki HÉV-nél. A kis mozdonyt a berlini Stahlbahnwerke Freudenstein & Co. AG cég gyártotta 1901-ben 52 gyári számon. A mozdony az első világháborút követően Romániába került, ahol megőrizne pályaszámát. CFR 299,001 számon üzemelt 1926-os selejtezéséig.